# 段文鸯
段文鸯（?—?），東部鮮卑人。晉朝時期段部鮮卑首領段務勿塵之子、段疾陸眷、段匹磾的弟弟。
310年，段文鸯奉司空王浚率军攻打石勒。312年，他和段疾陸眷随都护王昌在襄国攻打石勒，多次获胜。他的从弟段末波被俘，段疾陸眷想和石勒结盟，他极力劝阻，未被采纳。316年，在廪丘援助刘演，以抗拒石勒。段疾陸眷死后，他和段匹磾奔乐陵，依附邵續，居住在厌次。320年，率兵攻打蓟城，回师听说厌次被石勒所破，邵續被擒，他攻取厌次，婴城自守。321年，被石勒军所俘，受封左中郎将，後计划推举段匹磾为主，事情泄露段文鸯被殺。